# 松平綱近
松平 綱近（まつだいら つなちか）は、江戸時代前期から中期にかけての大名。別名、綱通（つなみち）。出雲国松江藩3代藩主。官位は従四位下・出羽守、侍従。雲州松平家3代。

## 生涯
2代藩主・松平綱隆の四男として誕生した。
延宝元年（1673年）12月21日に元服し、父同様に4代将軍・徳川家綱より偏諱を授かり綱周（初名、読み同じ）を名乗り、従四位下・甲斐守に叙任される。延宝3年（1675年）4月、父の死去により同年5月晦日に家督を継ぎ、諱を綱近に改める。同年6月4日に出羽守に遷任する。同年12月26日に侍従を兼任する。財政が極度に悪化していたため、大梶七兵衛による開拓や製鉄・産馬の奨励、倉崎権兵衛による楽山焼の創始など様々な改革を行なったが、あまり効果はなかった。このため、「祖父直政には劣なるべし」と史書で批判されている。
晩年は眼病を患った上、息子の早世などもあって、弟の近憲（吉透）を養嗣子として迎えた上で家督を譲って宝永元年（1704年）5月29日に隠居し、大内記に遷任した。しかし、翌宝永2年（1705年）9月6日に吉透が急死し、その息子である宣維が藩主となるとその後見をした。
宝永6年（1709年）11月15日に51歳で死去した。

## 系譜
- 父：松平綱隆（1631-1675）
- 母：亀姫 - 松平忠昌の娘
- 正室：松平康尚の娘
- 側室：慶成院 - 本間氏
- 生母不明の子女
  - 嫡男：早世
  - 長女：久姫
  - 次女：1日で卒のため、名前はない
  - 三女：銀姫
  - 四女：万姫 - 毛利吉広婚約者
- 養子
  - 男子：松平吉透（1668年 - 1705年） - 松平綱隆の五男

## 偏諱を受けた人物
綱近時代
- 松平近憲（実弟・養嗣子、のち吉透に改名）
- 松平近栄?（叔父、広瀬松平家初代）